# Lerista distinguenda
Lerista distinguenda — вид сцинкоподібних ящірок родини сцинкових (Scincidae). Ендемік Австралії.

## Поширення і екологія
Lerista distinguenda широко поширені на південному заході Західної Австралії, а також на півострові Ейр у Південній Австралії. Вони живуть на прибережних пустищах, в лісах маллі і джарра, під камінням і поваленими деревами, серед опалого листя.